# Суштина
Бит, суштина или есенција (грч. ουσια [ousia], лат. essentia), основно је својство неког бића или појаве којим се могу објаснити разна посебна и сложена појавна збивања. Бит је оно по чему нешто јесте баш то што јесте; природа ствари, односно, оно без чега она не би могла бити оно што јесте. Ствар не може изгубити своју есенцију а да притом не престане њена егзистенција.
Бит чини постојану природу неке ствари, темељ њене одређености и стални извор битних својстава. У односу на променљива стања неке ствари, бит је оно истинско и збиљско које остаје непроменљиво. За разлику од битисања, чињенице да нешто јесте, бит обележава шта је то нешто (лат. quidditas — „штаство”). Бит је оно опште и нужно што надилази све појединачно, премда нема посебног постојања изван појединачних бића. У логичком значењу бит је унутрашње прво почело које омогућава да нешто постоји (лат. intema possibilitas) и његов се појам изражава дефиницијом. Међутим, бит сама није довољна да формира неко биће већ претпоставља и битак. Та два принципа у конкретном су бићу стварно уједињени, а разликују се метафизички.

## Развој појма
За Платона оусиа је општи битак стварности, оно у чему учествују све ствари уколико јесу. Аристотел даје разрађено филозофско значење појма оусиа, означавајући га као унутрашњи принцип бића, оно по чему је биће управо то што јест: „Бит, којој је појам одредба, такође се назива бивство сваке појединачности” (Аристотел, Мет., V, 1017 b 23-26).
Средњовековна филозофија је бит (есенцију) углавном метафизички раздвајала од постојања (егзистенције). Есенција је такође била један од кључних појмова алхемије (види: квинтесенција).
Хегел је у Логици писао: „Бит није никад иза или с оне стране појаве, већ тиме што је бит оно што егзистира, егзистенција је појава”. У савременој филозофији се есенцијализмом означава сва филозофска традиција од Платона до Хегела, будући су есенцију сматрали претходећом егзистенцији. Егзистенцијализам овај однос обрће и полазећи од примата егзистенције над есенцијом доспева до обрнуте метафизике. Квајн заговара холистички приступи науци који одбацује разликовање између есенцијалних и акциденталних својстава.